# Kupiškis
Kupiškis város Litvániában, Panevėžys megyében. Lakosainak száma kb. 7000 fő.